# 近江鉄道LE10形気動車
近江鉄道LE10形気動車（おうみてつどうLE10がたきどうしゃ）は、近江鉄道が使用していた内燃動車（レールバス）である。

## 概要
近江鉄道の路線は全線直流電化であるが、電力供給のコストを削減するため内燃動車を投入することとなり、それに伴い5両が製造された。
富士重工業が開発したLE-CarIIの12 m級二軸車で、富士重工が製造するバスの車体、および日産ディーゼル（現:UDトラックス）製のバス用エンジンを流用し、コストを抑えたものである。同様の工法で1984年（昭和59年）に製造された名古屋鉄道キハ10形などと車内仕様は同じであるが、大型バス用の230 psエンジンを搭載しており、180 psの中型バス用エンジンを使用した名鉄キハ10形より出力が高い。またエンジン直結式の冷房装置を搭載していたので近江鉄道としては初の冷房車となった。
1986年（昭和61年）、閑散線区の本線貴生川駅 - 八日市駅間で使用を開始したが、ラッシュ時の旅客収容能力が低いため早々に2両編成での運用となり、コスト削減という名目は薄れた。
また、バスの構造を応用した外板の薄い軽量車体ゆえに老朽化が予想よりも速く進行したことが問題となり、結局1996年（平成8年）に運用から外された。
その後は車籍を保持したまま彦根工場内で休車となっていたが、2004年（平成16年）7月1日付けで全車が廃車された。その後11・12と14・15は解体処分となり、13のみが解体を免れて彦根車庫に留置されていた。彦根駅構内に近江鉄道ミュージアムが開業してからはそこで保存・展示されていたが、老朽化が進み、2012年（平成24年）に解体された。
入線時には、車体が軽量すぎてレール表面の錆が取れず、信号電流の通電が不良となり踏切警報機が作動しないことがあったと言われる。

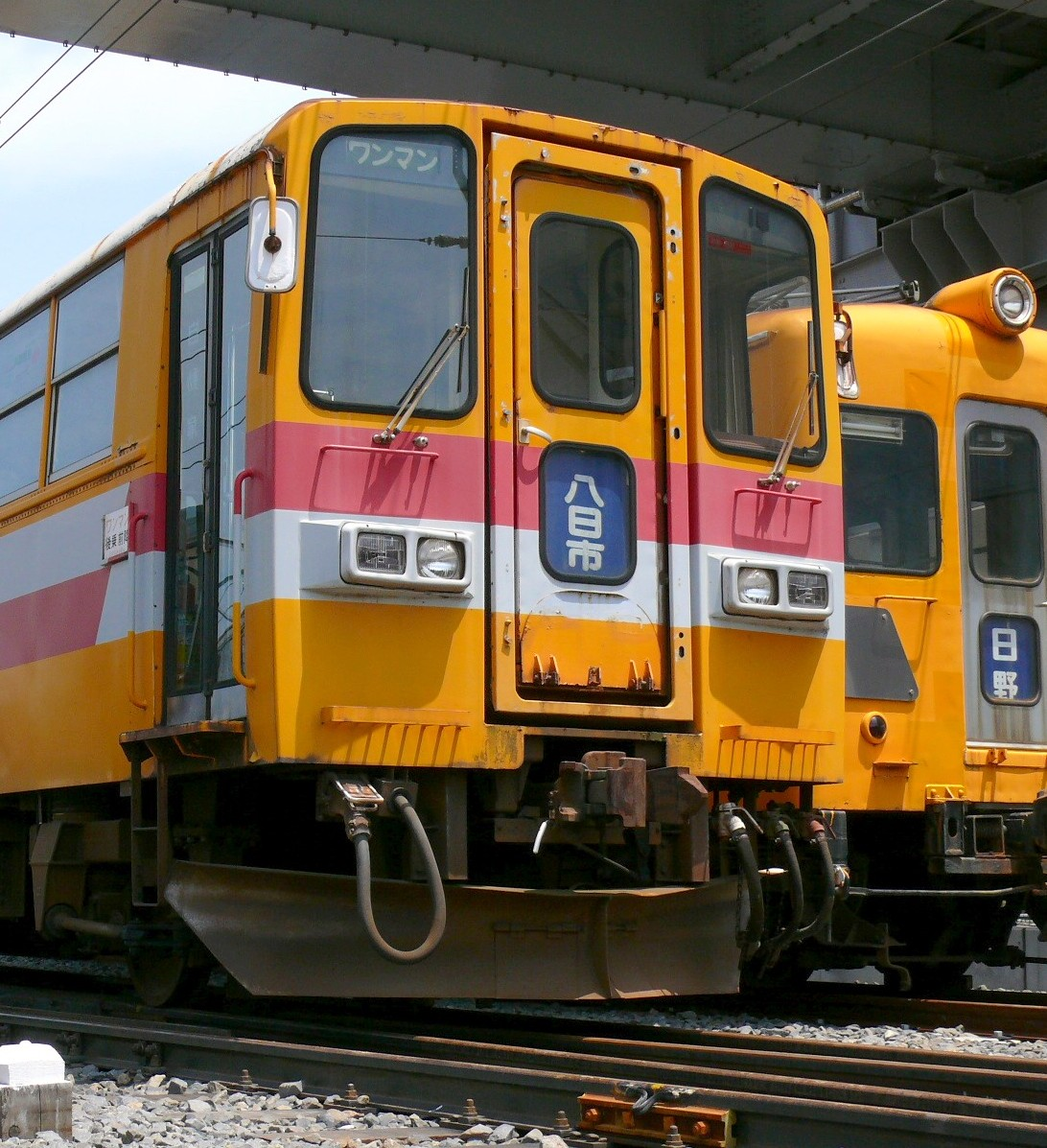
LE10形の貴生川側の正面（2007年5月12日）
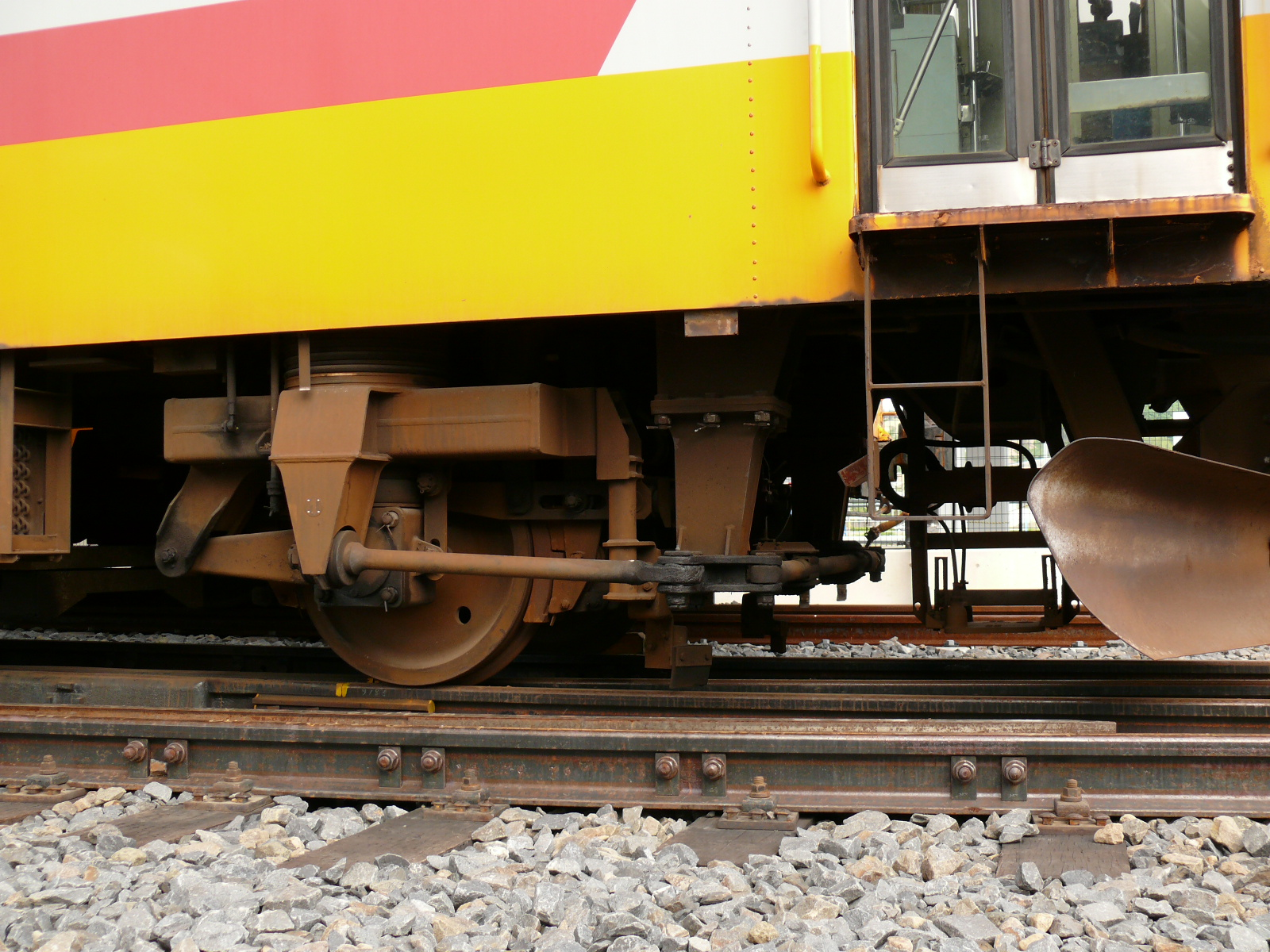
LE10形の一軸台車（2007年5月12日）
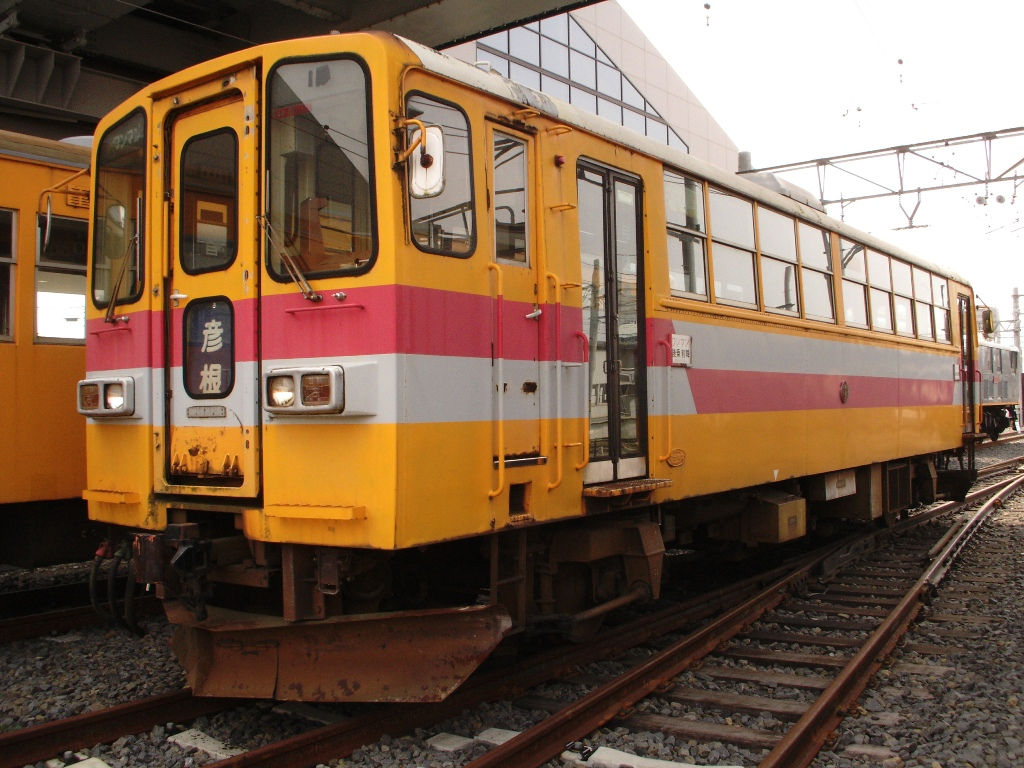
LE10の側面（2007年10月7日）